# Kim Un-son
Kim Un-son (* 11. Oktober 1954) ist ein ehemaliger nordkoreanischer Ruderer.

## Biografie
Kim Un-son startete bei den Olympischen Sommerspielen 1972 in München zusammen mit Ham Il-nyon, Kim Ki-tae und Hong Song-su in der Vierer-ohne-Steuermann-Regatta. Das Boot schied vorzeitig aus.